# Sonya Walger
Sonya Walger (Londres, 6 de junho de 1974) é uma atriz inglesa. Ela é melhor conhecida pela série Tell Me You Love Me, da HBO, e pelo papel de Penelope Widmore na série de televisão Lost. Atualmente representa Molly Cobb na série de ficção histórica exclusiva da Apple TV, For all mankind.
Em 2010 participou da série In Treatment, da HBO, como Julia, e em 2014 participou de dois episódios de Scandal. Em 2015 foi selecionada para o elenco da série The Catch, de Shonda Rhimes, como a personagem Margot Bishop.

## Biografia
Walger nasceu em Hampstead, Londres, e foi educada na Wycombe Abbey School e na faculdade de Christ Church, na Universidade de Oxford, onde estudou literatura inglesa. Walger é fluente em francês e espanhol, já que seu pai é argentino.
Começou sua carreira na televisão britânica. Em 1998, fez uma participação especial na série policial Midsomer Murders, da ITV. No ano seguinte, obteve um papel recorrente na sitcom Goodnight Sweetheart, da BBC 1, e apareceu em dois episódios do drama policial The Vice. No mesmo ano, interpretou Hilde, a filha do magnata da imprensa Max Van der Vuurst, no episódio "The Sport of Kings" de Heat of the Sun. Em 2000, fez sua estreia nos cinemas no drama biográfico Eisenstein. Em 2001, mudou-se para os Estados Unidos, onde interpretou Donna Barnes na série de comédia The Mind of the Married Man, da HBO. A série foi cancelada depois de duas temporadas, e, em 2003, ela estrelou a versão americana de Coupling, exibida na NBC. Em 2004, Walger interpretou Nicole Noone, ao lado de Noah Wyle, em The Librarian: Quest for the Spear, filme para a televisão da TNT pelo qual ela foi indicada para o Saturn Award de melhor atriz coadjuvante na televisão.
De 2006 a 2010, Walger teve um papel recorrente como Penny Widmore na série dramática Lost, da ABC. Também teve papéis recorrentes em Sleeper Cell, CSI: NY e Terminator: The Sarah Connor Chronicles. Em 2007, Walger apareceu na produção original da Broadway de Frost/Nixon, interpretando Charlotte Cushing, namorada de David Frost na peça. Participou no mesmo ano da controversa série Tell Me You Love Me, da HBO; a série conquistou notoriedade antes mesmo da exibição do primeiro episódio devido à frequência e à natureza extremamente realista de suas cenas de sexo. Apesar de rumores insistentes que diziam o contrário, as cenas acabaram sendo confirmadas como simuladas por diversos indivíduos associados com o programa. Referindo-se à masturbação manual aparentemente executada por Walger no ator Adam Scott no final do episódio piloto, a diretora Patricia Rozema e as atrizes Ally Walker e Jane Alexander também negaram explicitamente que qualquer tipo de sexo real tinha sido realizado no set de filmagens. A série foi cancelada depois de uma única temporada.
De 2009 a 2010 Walger interpretou Olivia Benford, uma cirurgiã, esposa do agente do FBI Mark Benford (Joseph Fiennes) na série FlashForward, da ABC. Ainda em 2010, apareceu, no papel de Julia, na terceira temporada da série dramática In Treatment, da HBO. Em 2011 interpretou a esposa de John Cusack no thriller The Factory. Em 2012 passou a fazer parte do elenco fixo de Common Law, série de curta duração da USA Network, e, no ano seguinte, teve uma breve participação no filme de comédia Admission, como uma estudiosa de Virginia Woolf. Entre 2013 e 2014 Walger participou da série dramática Parenthood, da NBC.
Em 2014 fez uma participação especial na série Scandal, de Shonda Rhimes, no papel de Katherine Winslow. No ano seguinte, fez parte do elenco da nova série de Rhimes, The Catch, ao lado de Mireille Enos e Peter Krause.

### Vida pessoal
Walger se casou com o roteirista e produtor Davey Holmes em julho de 2009. Em 14 de fevereiro de 2013 deu à luz sua filha Billie Rosie Holmes. Posteriormente teve com Holmes outro filho, Jake. Walger se tornou uma cidadã americana em 23 de maio de 2013.

## Carreira

### Cinema
| Ano  | Título                      | Papel            | Obs.           |
| ---- | --------------------------- | ---------------- | -------------- |
| 2000 | Eisenstein                  | Zina             |                |
| 2001 | The Search for John Gissing | Irmã Mary        |                |
| 2002 | 40                          | Alice            | Curta-metragem |
| 2006 | Caffeine                    | Gloria           |                |
| 2012 | The Factory                 | Shelley          |                |
| 2013 | Admission                   | Helen            |                |
| 2013 | Cold Turkey                 | Lindsay          |                |
| 2014 | The Gambler                 | Angelina         | Não-creditada  |
| 2015 | The Escort                  | Samantha         |                |
| 2015 | Summer of 8                 | Diane            |                |
| 2017 | Anon                        | Kristen          | Em filmagens   |
| 2018 | Clementine                  | D.               |                |
| 2019 | Bad Impulse                 | Christine Sharpe |                |
| 2020 | Anderson Falls              | Jane Wilson      |                |

### Televisão
| Ano         | Título                                  | Papel                           | Obs.                                                                                     |
| ----------- | --------------------------------------- | ------------------------------- | ---------------------------------------------------------------------------------------- |
| 1998        | Heat of the Sun                         | Hilde Van der Vuurst            | Episódio: "The Sport of Kings"                                                           |
| 1998        | Mosley                                  | Barbara Hutchinson              | Episódio: "Breaking the Mould"                                                           |
| 1998        | Midsomer Murders                        | Becky Smith                     | Episódio: "Death of a Hollow Man"                                                        |
| 1999        | The Vice                                | Emma                            | Episódios: "Dabbling: Part 1" and "Dabbling: Part 2"                                     |
| 1999        | Noah's Ark                              | Miriam                          | Minissérie                                                                               |
| 1999        | Goodnight Sweetheart                    | Flic                            | 3 episódios                                                                              |
| 1999        | Dangerfield                             | Ana Mogollon Cabrera            | Episódio: "Diminished Responsibility"                                                    |
| 1999        | All the King's Men                      | Lady Frances                    | Filme para a televisão                                                                   |
| 2001–2002   | The Mind of the Married Man             | Donna Barnes                    | Elenco fixo, 20 episódios                                                                |
| 2003        | Coupling                                | Sally Harper                    | Elenco fixo, 10 episódios                                                                |
| 2004        | The Librarian: Quest for the Spear      | Nicole Noone                    | Filme para a televisão Indicada - Saturn Award de melhor atriz coadjuvante em televisão  |
| 2004–2006   | CSI: NY                                 | Jane Parsons                    | 10 episódios                                                                             |
| 2005–2006   | Sleeper Cell                            | Agente especial Patrice Serxner | 4 episódios                                                                              |
| 2006        | Numb3rs                                 | Susan Berry                     | Episódio: "All's Fair"                                                                   |
| 2006–2010   | Lost                                    | Penelope 'Penny' Widmore        | 13 episódios Indicada - Saturn Award de melhor participação especial em televisão (2009) |
| 2007        | Tell Me You Love Me                     | Carolyn                         | Elenco fixo, 10 episódios                                                                |
| 2008        | Sweet Nothing in My Ear                 | Joanna Tate                     | Filme para a televisão                                                                   |
| 2008        | Terminator: The Sarah Connor Chronicles | Michelle Dixon                  | 5 episódios                                                                              |
| 2009–2010   | FlashForward                            | Dr. Olivia Benford              | Elenco fixo, 22 episódios                                                                |
| 2010        | In Treatment                            | Julia                           | 3 episódios                                                                              |
| 2012        | Law & Order: Special Victims Unit       | Anne Barnes                     | Episódio: "Father Dearest"                                                               |
| 2012        | Common Law                              | Dra. Elise Ryan                 | Elenco fixo, 12 episódios                                                                |
| 2013–2014   | Parenthood                              | Meredith Peet                   | 6 episódios                                                                              |
| 2014        | The Good Sister                         | Kate / Linda                    | Filme para a televisão                                                                   |
| 2014        | Série                                   | Katherine Winslow               | Episódios: "Inside the Bubble" e "The Key"                                               |
| 2014        | Elementary                              | Angela White                    | Episódio: "The Five Orange Pipz"                                                         |
| 2014–2015   | Power                                   | Madeline Stern                  | 4 episódios                                                                              |
| 2015        | The Leftovers                           | Dr. Allison Herbert (voz)       | Episódio: "Lens"                                                                         |
| 2015        | Scorpion                                | Olivia Cromwell                 | Episódio: "US vs. UN vs. UK"                                                             |
| 2016 - 2017 | The Catch                               | Margot Bishop                   | Elenco fixo                                                                              |
| 2016        | Criminal Minds: Beyond Borders          | Marion Codwell                  | Episódio: "The Matchmaker"                                                               |
| 2017        | Bloodline                               | Vionnie Gallaher                | Episódio 31                                                                              |
| 2017-2019   | Get Shorty                              | Lila Llambias                   | 7 episódios                                                                              |
| 2019-2022   | For all mankind                         | Molly Cobb                      | Elenco fixo                                                                              |